# قرار مجلس الأمن التابع للأمم المتحدة رقم 485
قرار مجلس الأمن التابع للأمم المتحدة رقم 485، المعتمد في 22 أيار / مايو 1981، في تقرير للأمين العام بشأن قوة الأمم المتحدة لمراقبة فض الاشتباك. وأشار المجلس إلى الجهود التي يبذلها لإحلال سلام دائم وعادل في الشرق الأوسط، ولكنه أعرب أيضاً عن قلقه إزاء حالة التوتر السائدة في المنطقة.
قرر القرار دعوة الأطراف المعنية إلى التنفيذ الفوري للقرار 338 (1973)، وجدد ولاية قوة المراقبة لمدة ستة أشهر أخرى حتى 30 نوفمبر 1981 وطلب من الأمين العام تقديم تقرير عن الوضع في نهاية المطاف. من تلك الفترة.
وقد اتخذ القرار بأغلبية 14 صوتاً. لم تشارك الصين في التصويت.